# 廣瀬可一
廣瀬 可一は、日本の道路技術者。都市計画家。土木学会名誉会員。
1939年（昭和14年）東京帝国大学工学部土木工学科卒業後、内務省都市計画課勤務。1941年（昭和16年）から1947年（昭和22年）まで都市計画愛知地方委員会勤務、疎開工事事務所長。その後神奈川県土木部都市計画課勤務を経て1948年建設省発足で都市局都市復興課建設専門官就任。1950年兵庫県土木建設部都市計画部長に転任し、第二阪神国道や土地区画整理事業約千四百ヘクタール着手などに関わる。この時期全国戦災都市連盟 役員。1961年（昭和36年）から建設省都市局区画整理課長。土地区画整理組合に対する貸付金制度創設。市街地改造法制定に尽力。1962年退官。首都高速道路公団計画部長就任。1968年同公団計画担当理事。1971年退職し民間企業に転出後、全国土地区画整理組合連合会専務理事。1969年建設大臣感謝状授与。1972年建設大臣表彰。1983年科学技術庁長官表彰授与。1984年勲三等瑞宝章受章。